# Hertogdom Aosta

Wapen van het hertogdom Aosta

Het hertogdom Aosta, dat ontstond als het graafschap Aosta, was een historisch land in de Aostavallei in Italië.  Het bestond van begin elfde tot het einde van de achttiende eeuw. Het hertogdom werd gedurende deze periode geregeerd door het Huis Savoye. De titel hertog van Aosta bleef na de opheffing van het hertogdom Savoye bestaan. De titel werd gedragen door het familiehoofd van een zijlijn van het Huis Savoye. De eerste was Amadeus, tweede zoon van koning Victor Emanuel II van Italië en jongere broer van Umberto I. Aosta is een stad in Noord-Italië. Tegenwoordig wordt de titel gedragen door Aimone van Savoye.
Hertog Emanuel Filibert maakte in 1561 Frans de officiële taal in het hertogdom, maar het Arpitaans bleef er de gesproken taal. De traditionele instituties bleven minstens tot 1766 bestaan. In 773 kreeg Aosta zijn eigen militaire onderscheiding. Tot 7 oktober 1763 had het hertogdom een eigen belastingstelsel toen het gebied onder het Franse kadaster viel.